# Sonolux
Sonolux fue una empresa discográfica colombiana que durante más de 50 años grabó producciones de artistas colombianos, en las cuales resaltó los géneros musicales propios de esa nación.

## Historia
Fue fundada el 4 de septiembre de 1949 en la ciudad de Medellín e inició labores bajo la sociedad de «Discos Lyra», fundada por los empresarios Antonio Botero Peláez y Rafael Acosta Salinas, y que contó en sus inicios con cuatro máquinas de prensaje de discos y 15 empleados. En febrero de 1950, esta empresa lanzó su primera producción en formato de 78 rpm con el título El chulla quiteño interpretado por el grupo ecuatoriano Los Imbayas; más adelante se publicaron otras producciones de artistas como Bovea y sus vallenatos. En 1953 es disuelta esta sociedad y se creó otra denominada Industria Electrosonora Limitada, en la que se figuraron como socios Antonio Botero Peláez, Otoniel Cardona y Samuel Botero Peláez, quienes siguieron la misma filosofía de la anterior sociedad. 
En un viaje a España, Antonio Botero Peláez conoció un pequeño almacén musical llamado «Sonolux»; a su regreso propuso a los socios el cambio de nombre de la sociedad, lo cual fue aceptado. Paulatinamente, Sonolux logró contratos con los artistas más destacados del país, entre ellos estaban el dueto de voces y cuerdas Garzón y Collazos, Carlos Julio Ramírez, Víctor Hugo Ayala, Las Hermanitas Pérez, Alberto Granados, Lucho Ramírez, Las Aves Cantoras, Las Gaviotas, entre muchas otras figuras. Esto convirtió a Sonolux en la más importante compañía discográfica en Colombia, junto a Discos Fuentes y Codiscos. 
A finales de la década de 1950, gracias a los avances tecnológicos la empresa pasó de los discos de 78 rpm monofónicos iniciales a los discos de 45 y 33 1/3 rpm. 
En 1956, con el ingreso de nuevos accionistas, la empresa trasladó sus instalaciones a otra zona de Medellín. 
En 1958 ganó la representación como empresa licenciataria de la compañía transnacional RCA Víctor, la cual duró 32 años. 
Durante los años 60, "junto a Codiscos y Discos 15, principalmente, les proporcionaron a los jóvenes «nuevaoleros» del país la música juvenil grabada en Colombia, ayudándola a crecer y a crear vínculos con los aficionados".
En 1970, se inició la producción de casetes en una planta propia. En 1972 se descontinuó el prensaje de discos de 78 rpm y en 1991 se dejaron de fabricar los sencillos de 45 rpm. Se mantuvo la producción de LP de color negro y multicolores hasta 1998, cuando fueron desplazados por los CD, aunque Sonolux incursionó en este formato en 1991 a través de una compañía norteamericana.
En los años posteriores, el catálogo de Sonolux se amplió con la contratación de otros artistas destacados como Lucho Bermúdez, el orquestador y compositor Pacho Galán, Edmundo Arias, el organista Jaime Llano González, el dueto vocal e instrumental Los Hermanos Martínez, Helenita Vargas, el Dueto de antaño, Leonor González Mina, el vocalista y pianista Alci Acosta, el acordeonista y cantante Alfredo Gutiérrez, los cantantes ecuatorianos Olimpo Cardenas y Julio Jaramillo, Oscar Agudelo, Los Black Stars, Los Hispanos, Los Graduados y Lisandro Meza, que fueron presentados en sus marcas registradas Tamborito, Caliente, Impacto y Lyra. 
En enero de 1974 la Organización Ardila Lülle, en una gran transacción, adquirió la totalidad de la compañía, además de sus archivos, encargándose de la transición entre las dos administraciones del empresario Ricardo Londoño. Con el transcurrir del tiempo, Sonolux asumió la licencia de otras discográficas extranjeras como la mexicana Orfeón y las empresas transnacionales Ariola, BMG, Arista y WEA. Estos movimientos hicieron que Sonolux manejara casi un 70% de la totalidad de los catálogos de artistas extranjeros en Colombia. Sin embargo, estas empresas decidieron abrir sus propias oficinas en Colombia y a comienzos de la década de 1990 abandonaron la compañía. 
En 1980, Sonolux lanza al mercado la compilación bailable llamada «La Fiesta del Año», que compitió en el mercado discográfico con otros compilados como «Superbailables del Año» (Sony Music), «14 Cañonazos Bailables» (Discos Fuentes), «Bailoteca» (FM Discos y Cintas), «Lo Mejor del Año» (Discos Victoria)  y «El Disco del Año» (Codiscos).
En mayo de 1992, la empresa decidió trasladar su planta a Bogotá, y simultáneamente lanzó artistas más contemporáneos como Carlos Vives, Margarita Rosa de Francisco, Marbelle, Iván y Sus Bam Band, Charlie Zaa y  Gitano, entre muchos otros. En 1995, se inaugura su empresa en Bogotá con sus propios estudios de grabación denominados «Sonolux Recording Studios». Un año antes, estableció nuevas alianzas con las empresas discográficas extranjeras Polygram y EMI Music. 
En 1996, se inició el proceso de internacionalización abriendo oficinas propias en Estados Unidos, Ecuador y Venezuela.
En 1995, Sonolux junto con Carlos Vives, se crea el sello de Gaira Producciones (rebautizado luego como Gaira Música Local) que contribuye al rescate y resalte del talento nacional, sin dejar atrás el vallenato y los ritmos característicos colombianos. 
En 2007, Sonolux es disuelta para crear RCN Music, subsidiaria de RCN Radio.
En 2019 FM Entretenimiento llega a un acuerdo con la Organización Ardila Lülle para la adquisición del catálogo de Sonolux con todos los derechos fonográficos. FM Entretenimiento quiere reactivar todos estos audios y videos los cuales fueron éxitos de la historia musical de Colombia y el mundo por medio de las plataformas digitales.